# Natalya Artyomova
Pour les articles homonymes, voir Artemova.
Natalya Petrovna Artyomova (parfois Artemova), (en russe : Наталья Петровна Артёмова), née le 5 janvier 1963 à Rostov-sur-le-Don, est une athlète russe, spécialiste du demi-fond.

## Biographie

### Palmarès
| Date | Compétition                    | Lieu     | Résultat | Épreuve | Performance   |
| ---- | ------------------------------ | -------- | -------- | ------- | ------------- |
| 1983 | Championnats du monde          | Helsinki | 8e       | 3 000 m | 8 min 47 s 98 |
| 1985 | Championnats du monde en salle | Paris    | 4e       | 1 500 m | 4 min 14 s 11 |
| 1987 | Universiade                    | Zagreb   | 3e       | 3 000 m | 9 min 02 s 98 |
| 1988 | Jeux olympiques                | Séoul    | 5e       | 3 000 m | 8 min 31 s 67 |
| 1990 | Championnats d'Europe en salle | Glasgow  | 4e       | 1 500 m | 4 min 11 s 09 |
| 1990 | Goodwill Games                 | Seattle  | 1re      | 1 500 m | 4 min 09 s 48 |

### Records
| Épreuve | Performance   | Lieu      | Date              |
| ------- | ------------- | --------- | ----------------- |
| 1 000 m | 2 min 31 s 50 | Berlin    | 10 septembre 1991 |
| 1 500 m | 3 min 59 s 16 | Zurich    | 7 août 1991       |
| Mile    | 4 min 15 s 8  | Leningrad | 5 août 1984       |
| 3 000 m | 8 min 31 s 67 | Séoul     | 25 septembre 1988 |